# Carl Wernicke
Carl Wernicke (Tarnowskie Góry, Alta Silesia, 15 de mayo de 1848-Dörrberg, Turingia, 15 de junio de 1905) fue un neurólogo y psiquiatra alemán conocido por sus estudios sobre la afasia (alteraciones de la expresión y/o la comprensión causadas por trastornos neuronales). 
En El síndrome afásico (1874), describió lo que más tarde se denominaría afasia sensorial (imposibilidad para comprender el significado del lenguaje hablado o escrito), distinguiéndola de la afasia motora (dificultad para recordar los movimientos articulatorios del habla y de la escritura), descrita por primera vez por el cirujano francés Paul Broca.
Aunque ambos tipos de afasia son resultado de un daño cerebral, Wernicke encontró que la localización del mismo era distinta. La afasia sensorial se debe a una lesión en el lóbulo temporal. En cambio la afasia motora está provocada por una lesión en el área de Broca, situada en el lóbulo frontal. 
Wernicke utilizó las diferentes características clínicas para formular una teoría general de las bases neurológicas del lenguaje. También describió, en colaboración con el psiquiatra ruso Serguéi Kórsakov, un tipo de enfermedad cerebral, debida a una deficiencia de la vitamina B1 o tiamina, llamada encefalopatía de Wernicke o síndrome de Wernicke-Korsakov.

## Síndrome de  Carl Wernicke

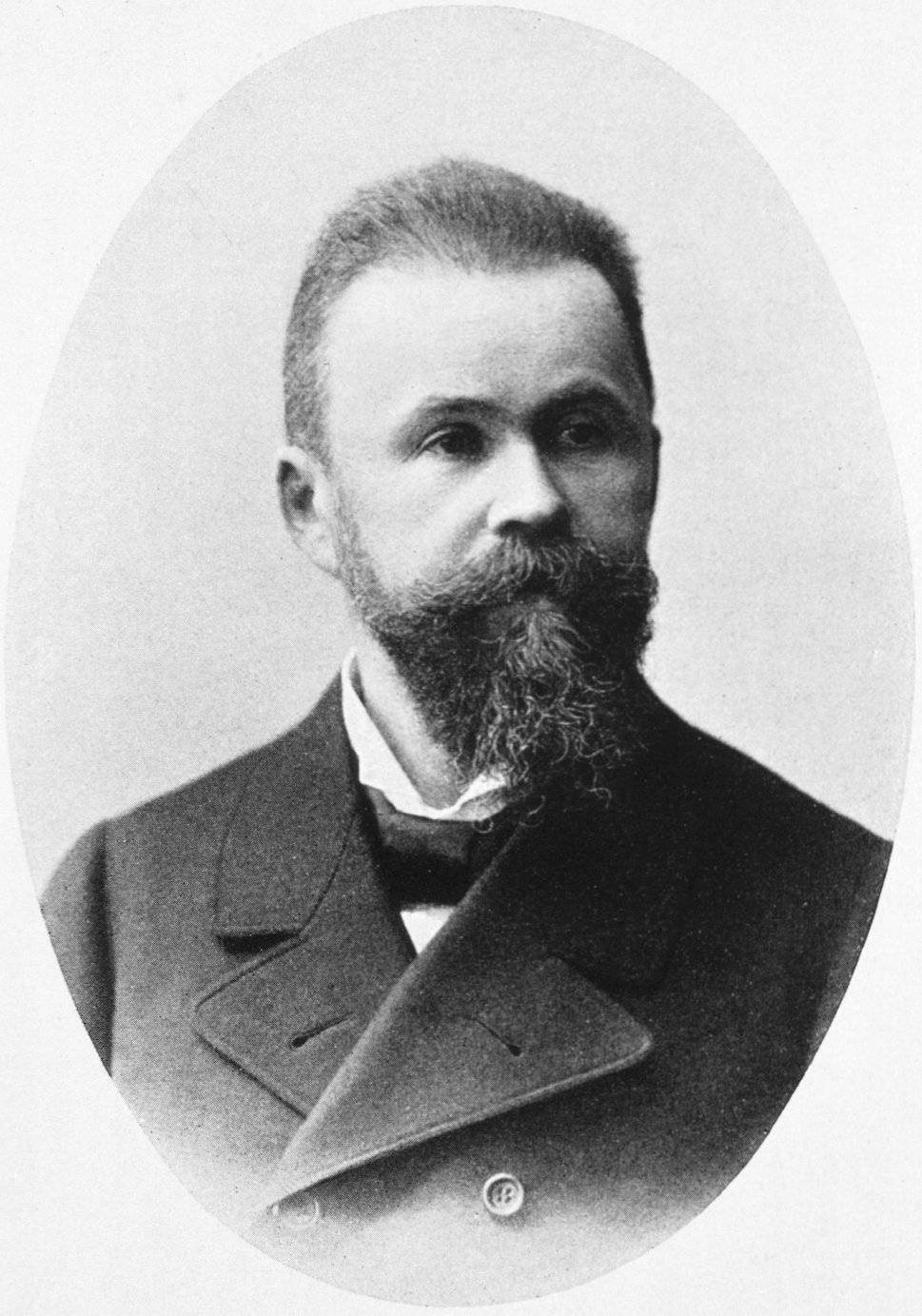
Carl Wernicke.

Es la más conocida y poco diagnosticada de las manifestaciones clínicas por falta de tiamina en el organismo. El síndrome relatado por ambos investigadores en el siglo XIX se corresponde en realidad a dos fases, que representarían un continuo temporal de una misma enfermedad que sólo se puede confirmar después del fallecimiento y entrever mediante resonancia magnética.
La encefalopatía de Wernicke se caracteriza por una tríada de síntomas: Movimientos involuntarios de los ojos, profunda conmoción mental y trastorno de la marcha. Su natural evolución puede llevar a la muerte o a la demencia de Korsakov (DK). Esta última se corresponde con una condición neurológica crónica, consecuencia de la Encefalopatía de Wernicke, bien manifiesta o inadvertida. Se manifiesta como un déficit de memoria reciente asociado a confabulación, con una relativa preservación del resto de las funciones cognitivas (Kopelman; 1995 MARINA ) .

## Epónimos
- Afasia de Wernicke : El término epónimo para la afasia receptiva o sensorial . Es la incapacidad de comprender el habla, o de producir un habla significativa, causada por lesiones en la circunvolución temporal superior posterior.[1]
- Encefalopatía de Wernicke : Una disfunción neurológica aguda causada por una deficiencia de tiamina . Se caracteriza por la tríada de oftalmoparesia , ataxia y confusión mental. Cuando se combina con la psicosis de Korsakoff , un síndrome de demencia subaguda , se denomina síndrome de Wernicke-Korsakoff .[2][3]
- Reacción pupilar de Wernicke: La ausencia de reacción directa a la luz en la parte ciega de la retina . Descrito por primera vez por el oftalmólogo Hermann Wilbrand en 1881.
- centro de Wernicke
- Calambre de Wernicke
- demencia de Wernicke
- enfermedad de Wernicke
- Enfermedad de Wernicke-Korsakoff
- Hemiplejía de Wernicke-Mann